# Тяньцінь
Тяньцінь (кит.: 天琴计划, англ. TianQin) — запропонований китайський космічний детектор гравітаційних хвиль, що має складатись з трьох космічних кораблів на навколоземній орбіті. Над проєктом працює Університет Сунь Ятсена в кампусі Чжухай. Будівництво пов'язаної з проєктом інфраструктури, яка включатиме дослідницький корпус, надтиху лабораторію та центр спостереження, розпочалося в березні 2016 року. Вартість проєкту оцінюється в 15 мільярдів юанів (2,3 мільярда доларів США). Запуск космічного апарата намічено на 2030-ті роки. У грудні 2019 року Китай запустив « Тяньцінь-1», свій перший супутник для виявлення гравітаційних хвиль у космосі.
Назва проєкту поєднує китайські слова «Тянь» (天), що означає небо, і «Цінь» (琴), що означає струнний інструмент. Ця назва відноситься до метафоричної концепції гравітаційних хвиль, які ніби «щипають струни», викликаючи флуктуації в 100 000-кілометрових лазерних променях, що простягаються між кожним із трьох космічних апаратів Тяньцінь.
Обсерваторія складатиметься з трьох ідентичних керованих космічних апаратів на високих навколоземних орбітах на висоті близько 100 000 км. Номінальним джерелом обсерваторії є подвійна система білого карлика RX J0806.3+1527 (також відома як HM Рака), яка може послужити хорошим джерелом калібрування для гравітаційно-хвильової обсерваторії Тяньцінь. Подібні конфігурації космічних детекторів гравітаційних хвиль на геоцентричній орбіті розроблялися з 2011 року і показали, що вони зручні для спостереження подвійних систем середньої маси та масивних чорних дір.
Окрім галактичних подвійних систем, обсерваторія Тяньцінь також зможе виявляти такі джерела, як подвійні масивні чорні діри, орбітальне зближення систем з екстремальним відношенням мас, подвійні чорні діри із зоряною масою та гравітаційно-хвильовий фон тощо. Очікується, що частота виявлення подвійних масивних чорних дір становитиме приблизно 60 на рік, і Тяньцінь отримуватиме точну оцінку параметрів джерел, що дозволить розрізняти моделі зародків масивних чорних дір, а також давати ранні попередження про найближчі злиття. Цей детектор також можна буде використовувати для перевірки теореми про відсутність волосся або обмеження теорій модифікованої гравітації.